# Wickersheim-Wilshausen
Wickersheim-Wilshausen (Wickersche-Wiltzhüse en alsacien), prononcé [vikərsajm/vilsawzən], est une commune française de la plaine d'Alsace située à 27,6 km au nord-ouest de Strasbourg dans la circonscription administrative du Bas-Rhin et, depuis le 1er janvier 2021, dans le territoire de la Collectivité européenne d'Alsace, en région Grand Est.
Cette commune se trouve dans la région historique et culturelle d'Alsace. Depuis 1973, les deux villages de Wickersheim et Wilshausen sont associés dans une même commune et depuis 1997 sont intégrés dans la communauté de communes du Pays de la Zorn qui regroupe 27 localités autour de Hochfelden. En 2014, la population légale est de 438 habitants.

## Géographie
|            | Zœbersdorf            | Lixhausen  |
| Geiswiller | Wickersheim-Wilshouse | Bossendorf |
| Melsheim   | Scherlenheim          | Hochfelden |

### Hydrographie
La commune est dans le bassin versant du Rhin au sein du bassin Rhin-Meuse. Elle est drainée par le ruisseau le Gutlentbaechel,.

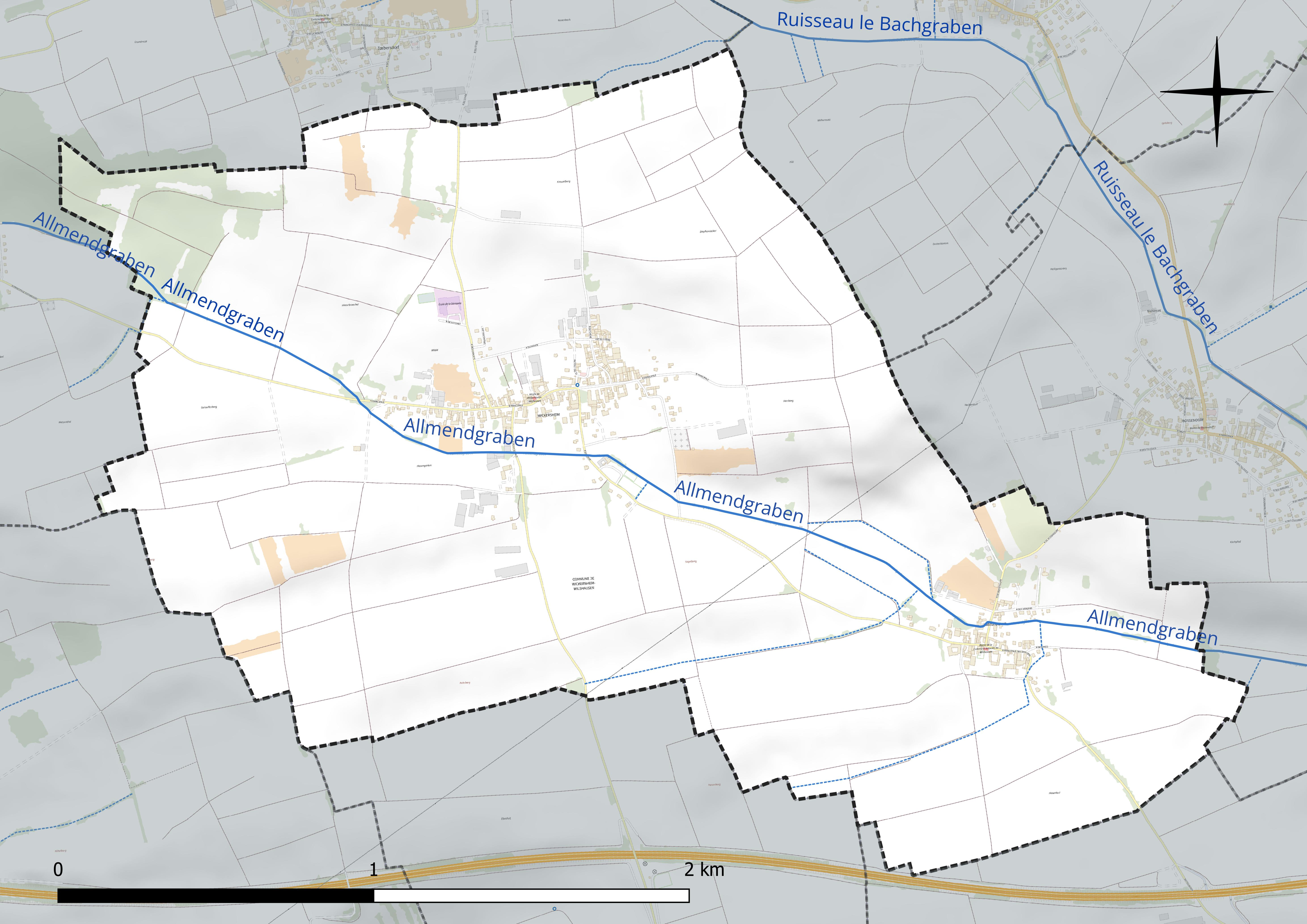
Réseau hydrographique de Wickersheim-Wilshausen.

### Climat
Pour des articles plus généraux, voir Climat du Grand Est et Climat du Bas-Rhin.
En 2010, le climat de la commune est de type climat des marges montargnardes, selon une étude du Centre national de la recherche scientifique s'appuyant sur une série de données couvrant la période 1971-2000. En 2020, Météo-France publie une typologie des climats de la France métropolitaine dans laquelle la commune est exposée à un climat semi-continental et est dans la région climatique  Vosges, caractérisée par une pluviométrie très élevée (1 500 à 2 000 mm/an) en toutes saisons et un hiver rude (moins de 1 °C). 
Pour la période 1971-2000, la température annuelle moyenne est de 10,4 °C, avec une amplitude thermique annuelle de 17,6 °C. Le cumul annuel moyen de précipitations est de 825 mm, avec 10,6 jours de précipitations en janvier et 10,2 jours en juillet. Pour la période 1991-2020, la température moyenne annuelle observée sur la station météorologique de Météo-France la plus proche, « Waltenheim-sur-zorn », sur la commune de Waltenheim-sur-Zorn à 8 km à vol d'oiseau, est de 11,3 °C et le cumul annuel moyen de précipitations est de 652,2 mm. 
La température maximale relevée sur cette station est de 38 °C, atteinte le 7 août 2015 ; la température minimale est de −14,9 °C, atteinte le 20 décembre 2009,,. 
Les paramètres climatiques de la commune ont été estimés pour le milieu du siècle (2041-2070) selon différents scénarios d'émission de gaz à effet de serre à partir des nouvelles projections climatiques de référence DRIAS-2020. Ils sont consultables sur un site dédié publié par Météo-France en novembre 2022.

## Urbanisme

### Typologie
Au 1er janvier 2024, Wickersheim-Wilshausen est catégorisée commune rurale à habitat dispersé, selon la nouvelle grille communale de densité à sept niveaux définie par l'Insee en 2022.
Elle est située hors unité urbaine. Par ailleurs la commune fait partie de l'aire d'attraction de Strasbourg (partie française), dont elle est une commune de la couronne,. Cette aire, qui regroupe 268 communes, est catégorisée dans les aires de 700 000 habitants ou plus (hors Paris),.

### Occupation des sols
L'occupation des sols de la commune, telle qu'elle ressort de la base de données européenne d’occupation biophysique des sols Corine Land Cover (CLC), est marquée par l'importance des territoires agricoles (89 % en 2018), en diminution par rapport à 1990 (96,7 %). La répartition détaillée en 2018 est la suivante : terres arables (84,4 %), zones urbanisées (7,6 %), zones agricoles hétérogènes (4,6 %), forêts (3,3 %). L'évolution de l’occupation des sols de la commune et de ses infrastructures peut être observée sur les différentes représentations cartographiques du territoire : la carte de Cassini (XVIIIe siècle), la carte d'état-major (1820-1866) et les cartes ou photos aériennes de l'IGN pour la période actuelle (1950 à aujourd'hui).

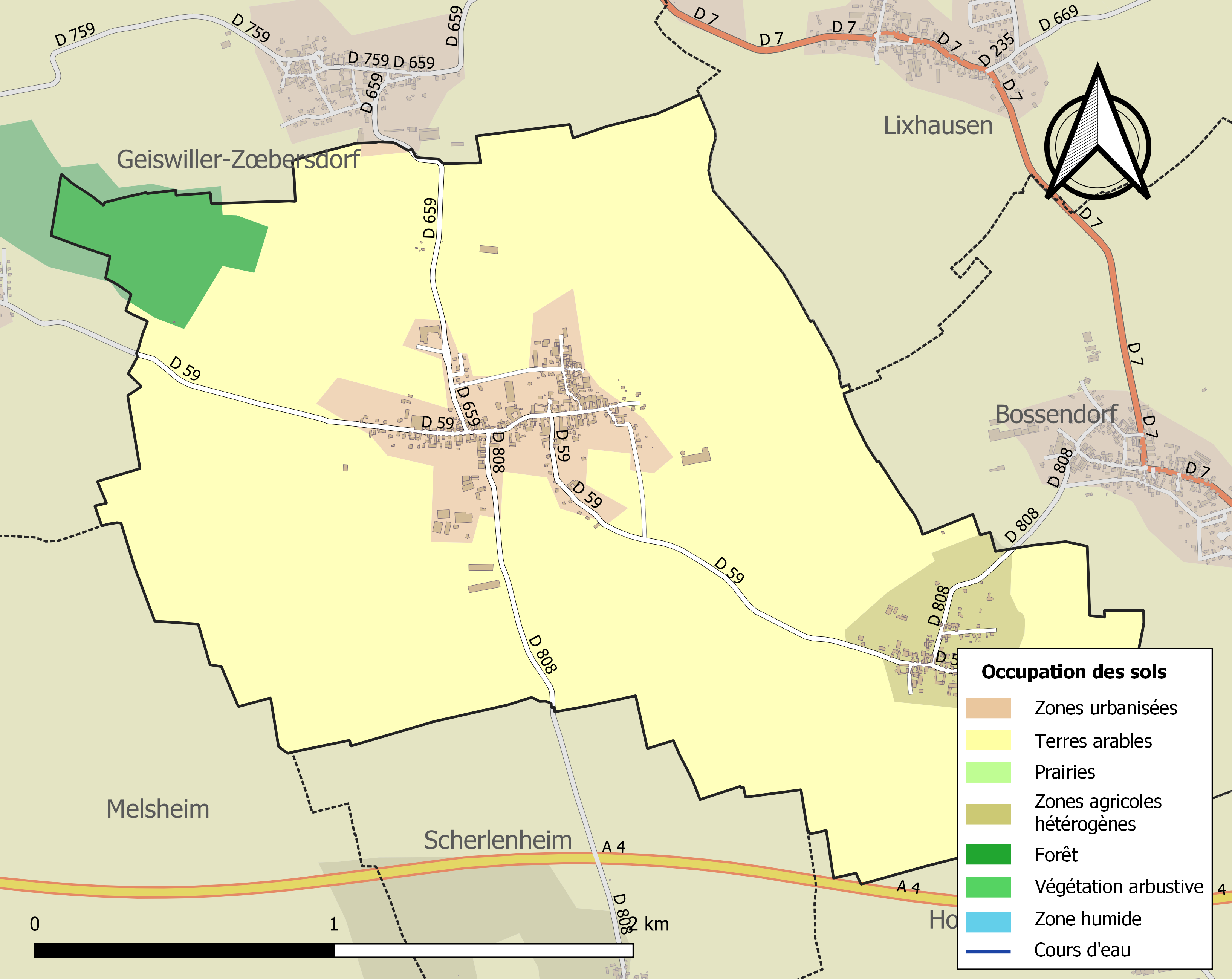
Carte des infrastructures et de l'occupation des sols de la commune en 2018 (CLC).

## Histoire
Le 1er janvier 1973, la commune devient Wickersheim-Wilshausen à la suite du rattachement du village de Wilshausen qui devient commune associée.

## Politique et administration
| Période                                  | Période                   | Identité                                  | Étiquette | Qualité     |
| ---------------------------------------- | ------------------------- | ----------------------------------------- | --------- | ----------- |
| Les données manquantes sont à compléter. |                           |                                           |           |             |
| mars 2001                                | mars 2008                 | Richard Weissgerber                       |           |             |
| mars 2008                                | En cours (au 31 mai 2020) | René Hatt, Réélu pour le mandat 2020-2026 |           | Agriculteur |

## Démographie
L'évolution du nombre d'habitants est connue à travers les recensements de la population effectués dans la commune depuis 1793. Pour les communes de moins de 10 000 habitants, une enquête de recensement portant sur toute la population est réalisée tous les cinq ans, les populations de référence des années intermédiaires étant quant à elles estimées par interpolation ou extrapolation. Pour la commune, le premier recensement exhaustif entrant dans le cadre du nouveau dispositif a été réalisé en 2006.

En 2022, la commune comptait 394 habitants, en évolution de −1,25 % par rapport à 2016 (Bas-Rhin : +3,17 %, France hors Mayotte : +2,11 %).
| 1793 | 1800 | 1806 | 1821 | 1831 | 1836 | 1841 | 1846 | 1851 |
| ---- | ---- | ---- | ---- | ---- | ---- | ---- | ---- | ---- |
| 259  | 262  | 242  | 338  | 386  | 370  | 345  | 387  | 414  |

| 1856 | 1861 | 1866 | 1871 | 1875 | 1880 | 1885 | 1890 | 1895 |
| ---- | ---- | ---- | ---- | ---- | ---- | ---- | ---- | ---- |
| 400  | 392  | 412  | 375  | 382  | 400  | 378  | 381  | 381  |

| 1900 | 1905 | 1910 | 1921 | 1926 | 1931 | 1936 | 1946 | 1954 |
| ---- | ---- | ---- | ---- | ---- | ---- | ---- | ---- | ---- |
| 415  | 384  | 381  | 350  | 351  | 351  | 327  | 299  | 295  |

| 1962 | 1968 | 1975 | 1982 | 1990 | 1999 | 2006 | 2011 | 2016 |
| ---- | ---- | ---- | ---- | ---- | ---- | ---- | ---- | ---- |
| 283  | 281  | 378  | 394  | 429  | 433  | 433  | 446  | 399  |

| 2021 | 2022 | - | - | - | - | - | - | - |
| ---- | ---- | - | - | - | - | - | - | - |
| 388  | 394  | - | - | - | - | - | - | - |

## Lieux et monuments

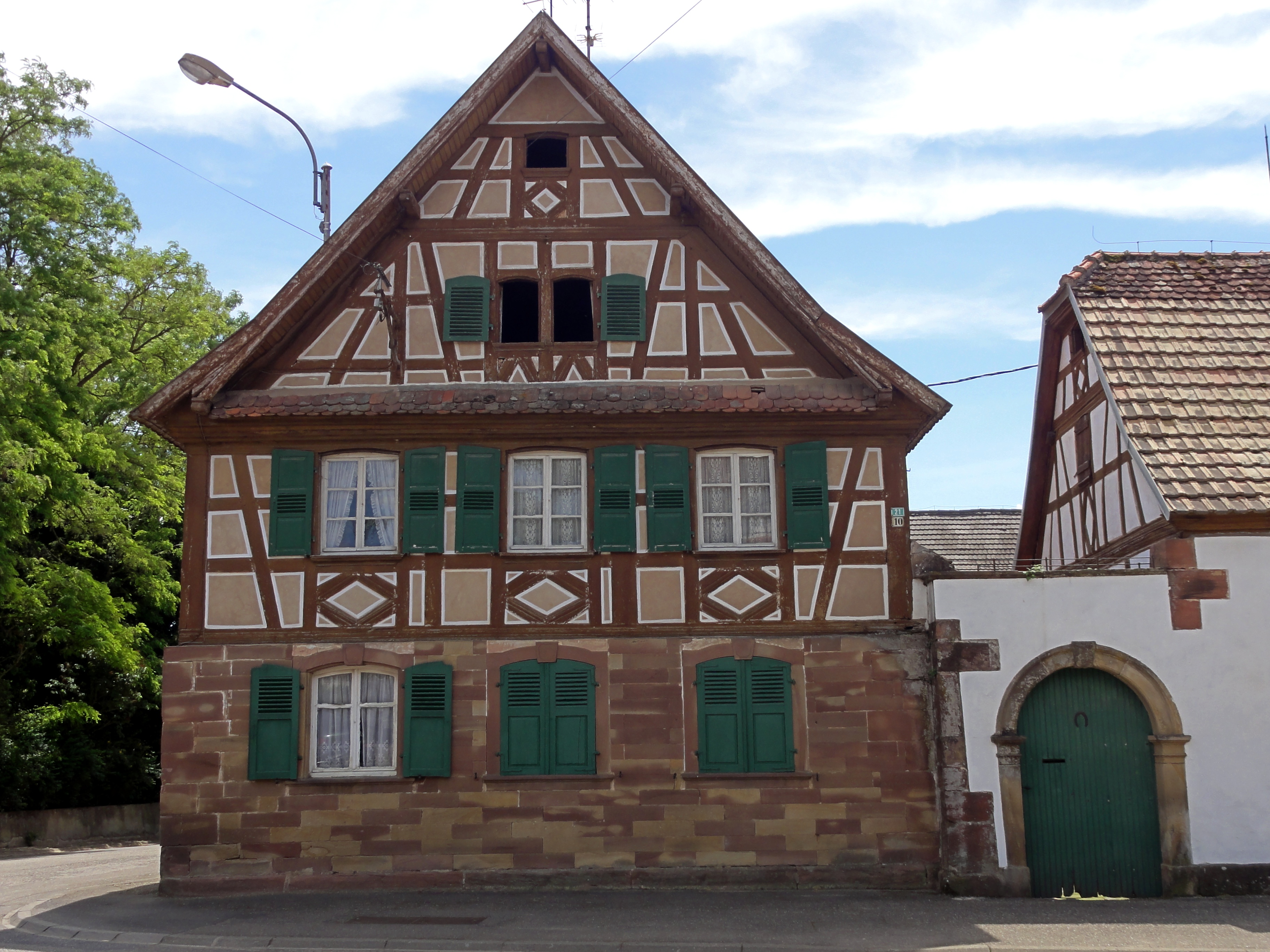
Ferme (XVIIIe), 21 rue Principale.
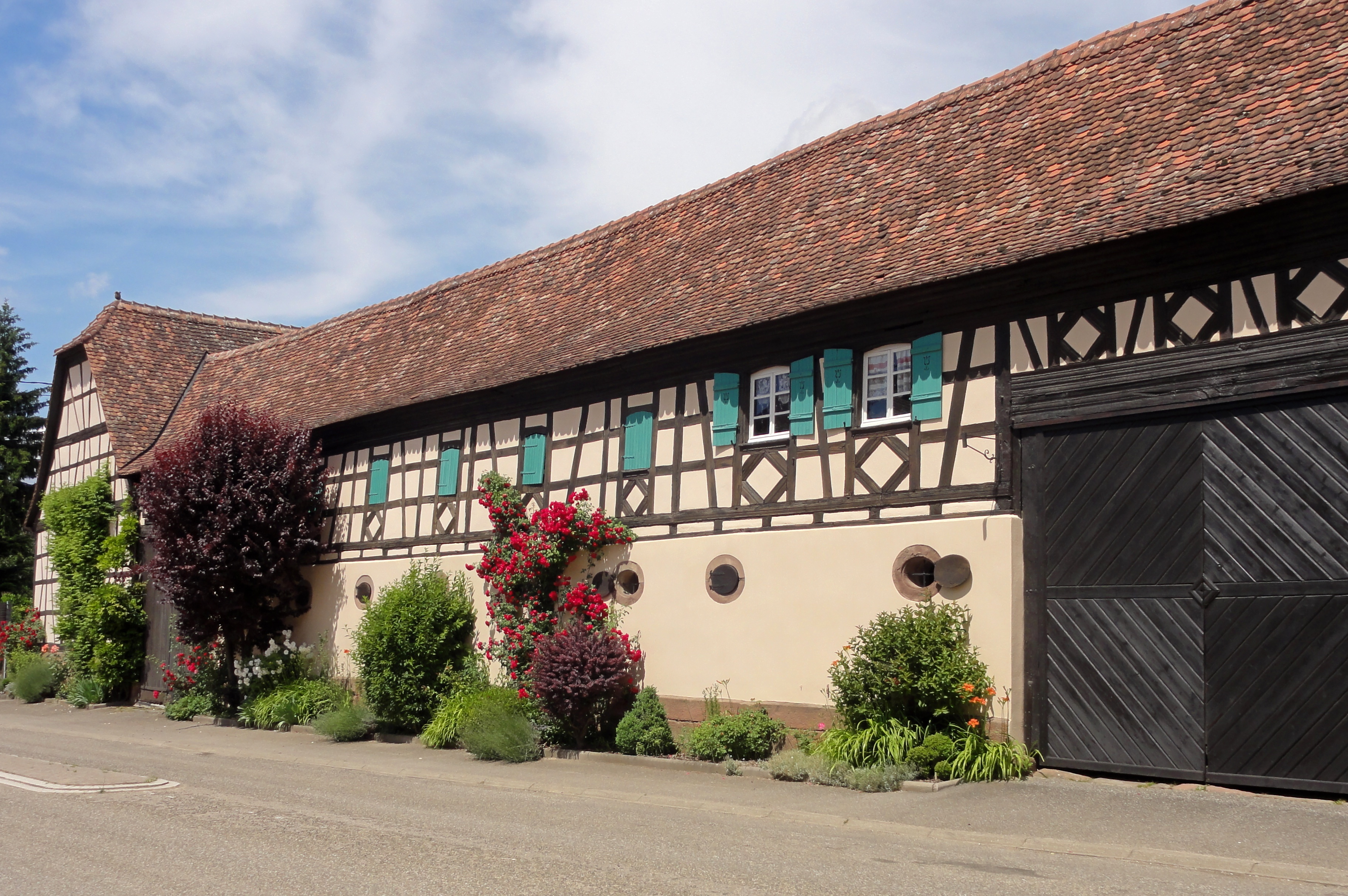
Grange de ferme (XIXe), 20 rue Principale.
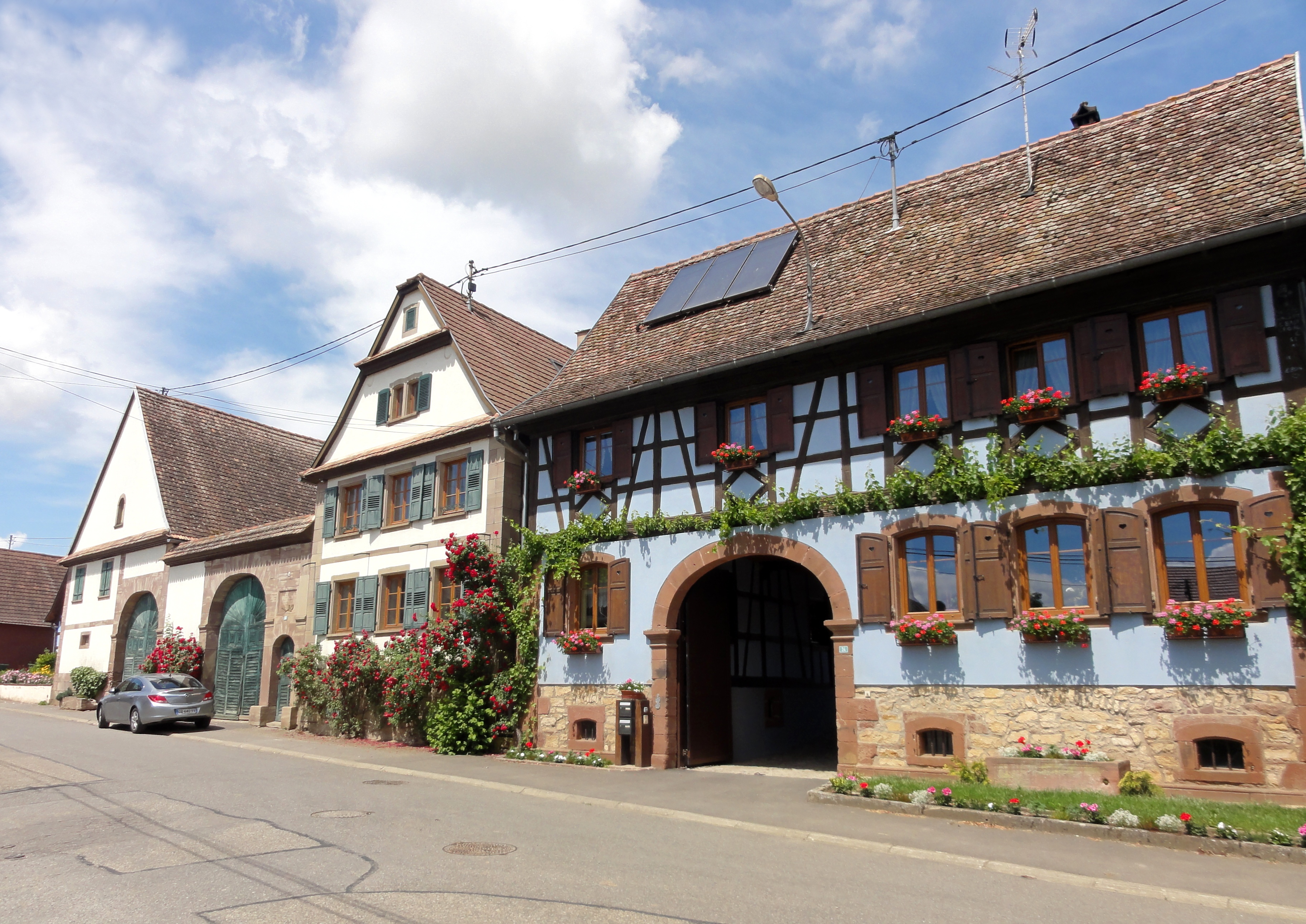
Anciennes fermes, 36 et 34 rue Principale.
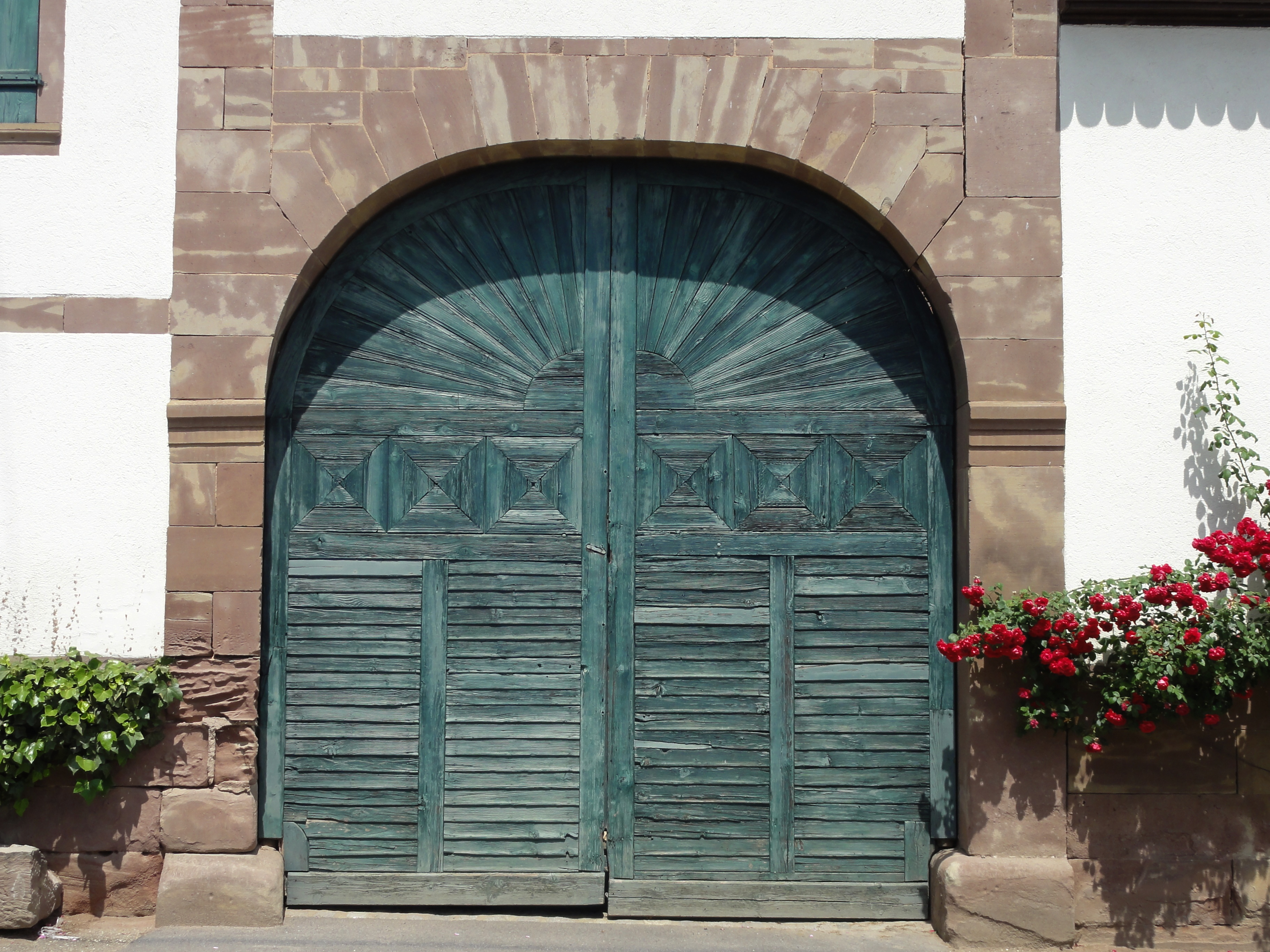
Portail de ferme (1887), 36 rue Principale.
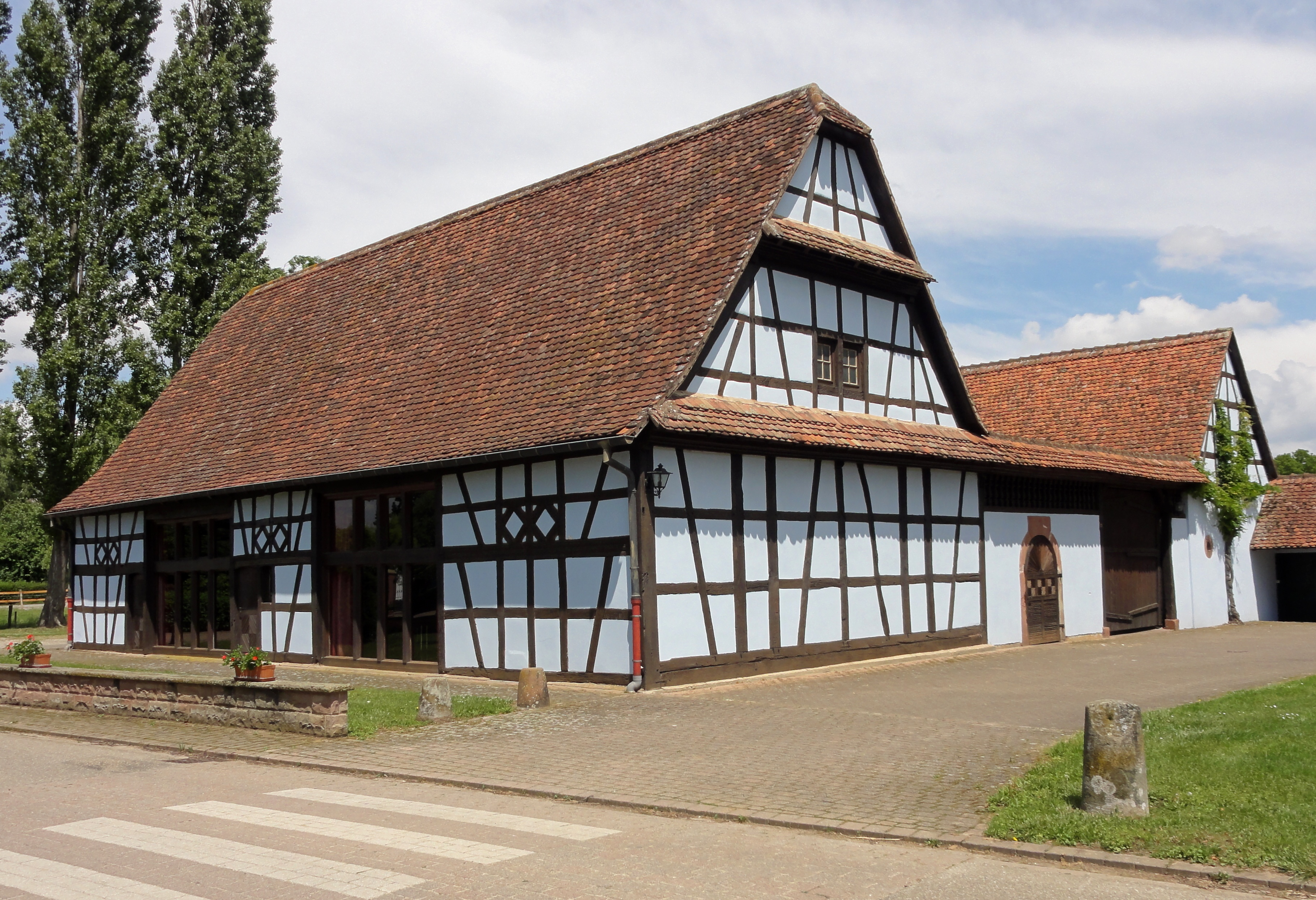
Salle polyvalente, ancienne grange déplacée (XIXe).
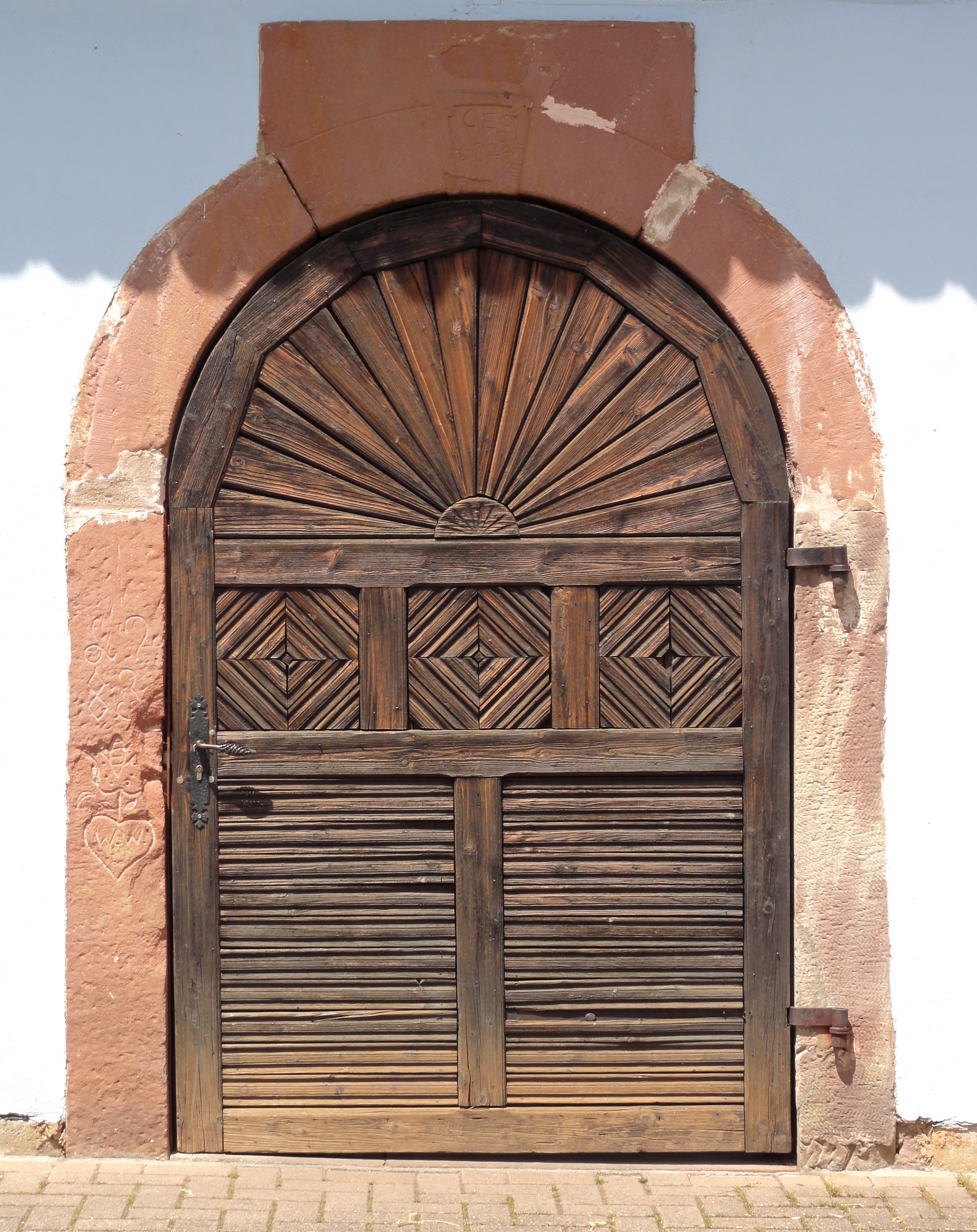
Porte de l'ancienne ferme déplacée (XIXe).
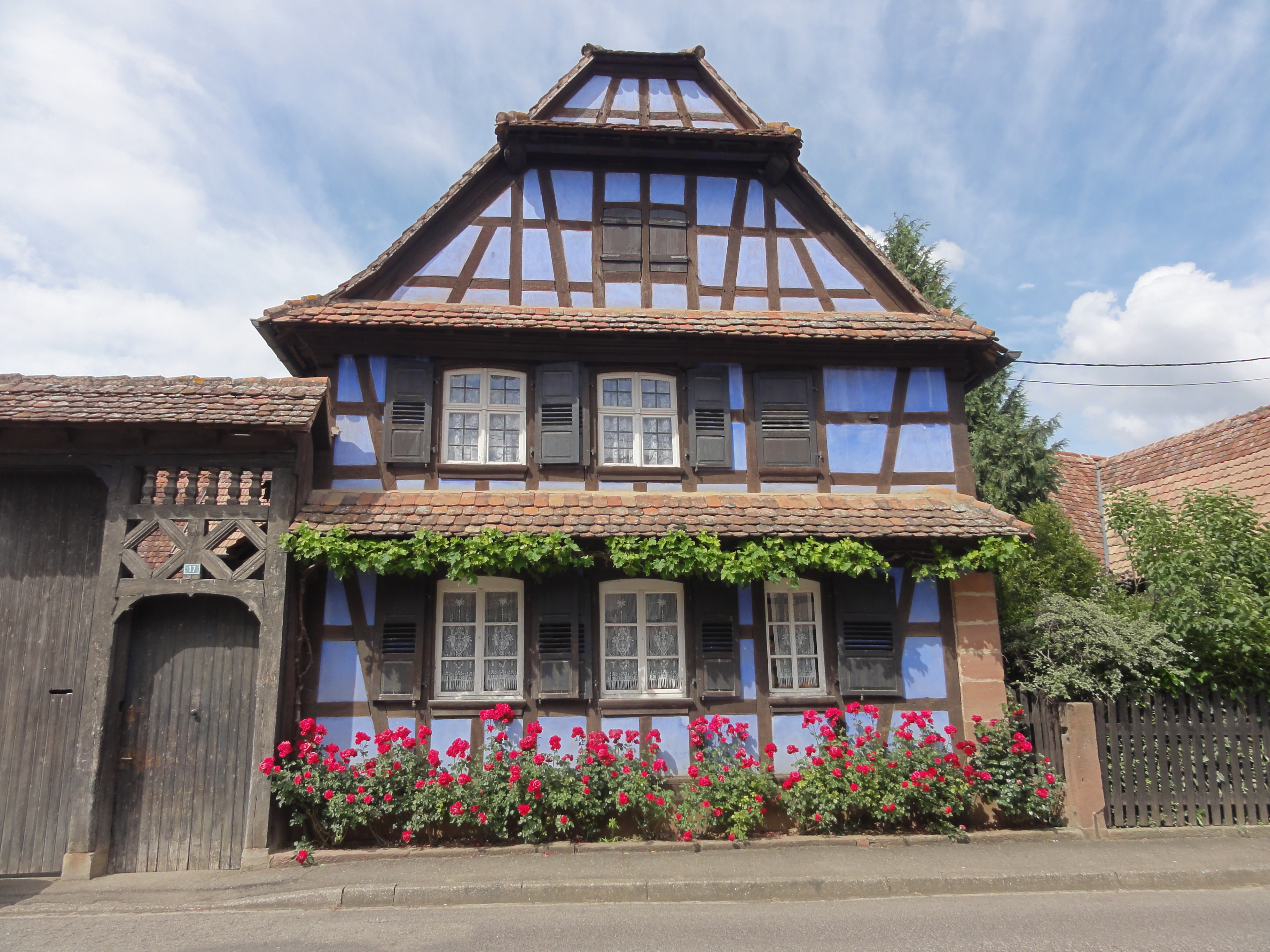
Wilshausen, ancienne ferme (1836), 17 rue Principale.
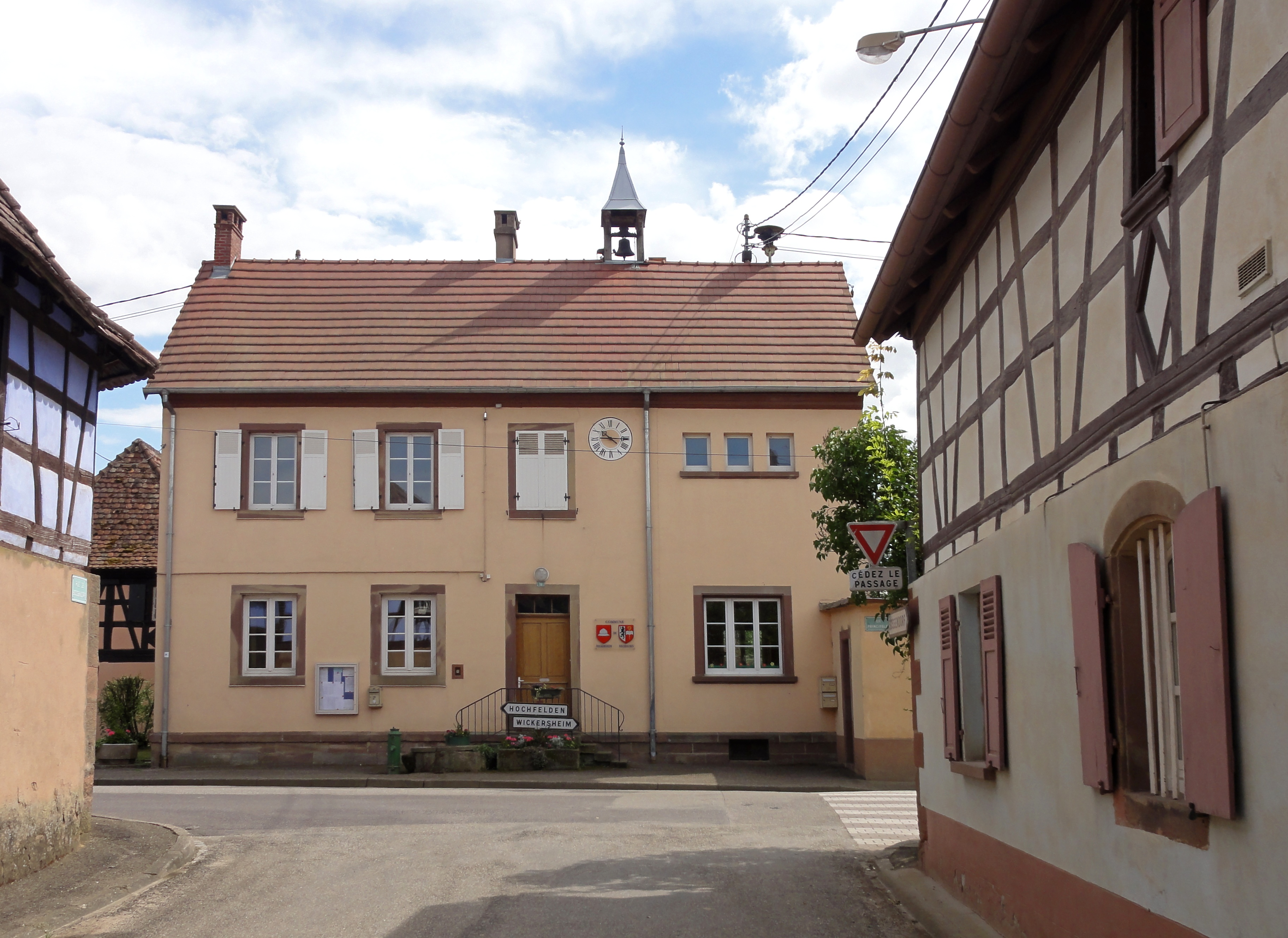
Wilshausen, ancienne mairie-école.

## Héraldique
| Blason de Wickersheim-Wilshausen | Blason  | De gueules au chapel de fer d'argent et parti au premier d'argent au lion de sable lampassé de gueules, à la bordure du même ; au deuxième de gueules à une crosse d'or, à la fasce ondée d'argent brochant sur le tout. |
| Blason de Wickersheim-Wilshausen | Détails | Ce sont les blasons respectifs des anciennes communes de Wickersheim et Wilhausen. Le statut officiel du blason reste à déterminer.                                                                                      |